# Ricardo Rondón
Ricardo Martín Rondón Núñez (Lima, 16 de julio de 1965) es un periodista y presentador peruano que ha conducido diferentes programas de televisión de su país.

## Biografía
Ricardo Rondón nació el 16 de julio de 1965 en la capital peruana Lima, proveniente de una familia de clase media alta. Vivió sus primeros años en el distrito de Miraflores.[cita requerida]
Realizó sus estudios de ciencias de la comunicación en la Universidad de San Martín de Porres. Comenzó su carrera televisiva en el año 1993 a la edad de los 27 años, asumiendo la conducción del noticiero matutino peruano Confirmado por un breve tiempo.[cita requerida]
No fue hasta el año 1998, cuando Rondón ingresa al reparto de la telenovela La rica Vicky, donde interpretaría a Roberto de la Cruz. Seguidamente, conduce el magacín matutino De mujer a mujer por la señal de América Televisión el año 2002[cita requerida] y fue invitado de la miniserie Las vírgenes de la cumbia en 2005.[cita requerida] Se desempeñó como locutor radial participando en la conducción del programa Nadie es perfekto con Mónica Cabrejos en la extinta emisora Radio 1160.[cita requerida]
En el año 2006, fue presentado como coconductor del programa peruano QTM te pone al día (tiempo después Qué tal mañana) al lado del comediante Fernando Armas y la presentadora argentina Laura Borlini hasta su renuncia en 2011. En el año 2014 colaboró con Olga Zumarán para presentar un espacio televisivo por la televisora local Anca TV y prestó su presencia como colaborador del late show La noche es mía en 2016.[cita requerida]
Al año siguiente, en 2017, asume la conducción del magacín En boca de todos para el canal América, compartiendo el rol junto a Maju Mantilla, Carlos Vílchez y Alexandra Horler, cuyos dos últimos fueron reemplazados por Carlos Banderas «Carloncho» y Tula Rodríguez respectivamente. Rondón describió en sus presentaciones bajo «un punto de vista frontal, directo y contundente cuando se tocaban temas de actualidad». Con este formato se mantuvo por varias temporadas hasta el final del programa el año 2022.
Seguidamente, participa en el reality de talentos El artista del año en 2018 sin éxito y asumió la conducción del programa televisivo En qué andas junto a su hijo, el actor peruano Gabriel Rondón para Viva TV entre los años 2017 y 2020.
Además, cofundó la productora King Producciones y realizó su colaboración con el programa televisivo América hoy. Fue presentado como conductor del magacín D' mañana a finales del año 2022.
En 2023, Rondón firmó para la televisora Latina Televisión inicialmente para asumir la conducción del magacín Arriba mi gente, y concursó la primera temporada de la competencia culinaria El gran chef famosos donde finalmente se consagró campeón tras un mes de competencia, superando a las celebridades locales Karina Calmet y Susan León. Debido a su fama, fue invitado en la segunda temporada, además de incluir su segmento propio «La olla del desayuno, tolón, tolón» en el magacín Arriba mi gente.
Asume la conducción del programa de prensa rosa Pónte en la cola a partir de 2025, junto a Micheille Soifer.

## Filmografía

### Televisión
| Año        | Título                        | Papel                                 | Emisión                 | Ref.             |
| ---------- | ----------------------------- | ------------------------------------- | ----------------------- | ---------------- |
| 1993       | Confirmado                    | Presentador de noticias               | TV Perú                 | [cita requerida] |
| 1995       | Rondando la noche             | Presentador                           | RBC Televisión          | [ 19 ]           |
| 1998       | La rica Vicky                 | Roberto de la Cruz                    | Frecuencia Latina       | [cita requerida] |
| 1999       | No todo es perfekto           | Presentador                           | TV Perú                 | [ 19 ]           |
| 2002-2003  | De mujer a mujer              | Presentador                           | América Televisión      | [cita requerida] |
| 2005       | Las vírgenes de la cumbia     | Santiago Jáuregui                     | Frecuencia Latina       | [cita requerida] |
| 2006-2007  | QTM te pone al día            | Presentador                           | ATV                     | [ 19 ]           |
| 2008-2009  | Qué tal mañana                | Presentador                           | Panamericana Televisión | [ 20 ]           |
| 2010-2011  | Qué tal mañana                | Presentador                           | Red Global              | [ 4 ] [ 21 ]     |
| 2011       | Hombres trabajando para ellas | Copresentador                         | Frecuencia Latina       | [ 15 ]           |
| 2012       | Trampolinazo                  | Jurado de una secuencia               | ATV                     | [ 22 ] [ 23 ]    |
| 2014       |                               | Presentador                           | Anca TV                 | [ 5 ]            |
| 2016       | La noche es mía               | Colaborador                           | Latina Televisión       | [cita requerida] |
| 2017-2022  | En boca de todos              | Presentador                           | América Televisión      | [ 9 ] [ 7 ]      |
| 2017-2020  | En qué andas                  | Presentador                           | Viva TV                 | [ 11 ]           |
| 2018       | El artista del año            | Participante                          | América Televisión      | [ 24 ]           |
| 2020       | Emprendedor, pónte las pilas  | Copresentador                         | América Televisión      | [cita requerida] |
| 2022       | D' mañana                     | Colaborador                           | Panamericana Televisión | [ 14 ]           |
| 2023       | América hoy                   | Colaborador                           | América Televisión      | [ 13 ]           |
| 2023       | Arriba mi gente               | Presentador de su secuencia de cocina | Latina Televisión       | [ 15 ] [ 25 ]    |
| 2023       | El gran chef famosos          | Participante (Ganador)                | Latina Televisión       | [ 26 ]           |
| 2025       | El gran chef famosos          | Participante                          | Latina Televisión       | [cita requerida] |
| Desde 2025 | Pónte en la cola              | Presentador                           | Latina Televisión       |                  |

### Radio
| Año        | Título            | Papel   | Emisión       | Ref.             |
| ---------- | ----------------- | ------- | ------------- | ---------------- |
| 2004-2006  | Nadie es perfekto | Locutor | Radio 1160    | [cita requerida] |
| Desde 2025 | Contra el tráfico | Locutor | Radio Exitosa | [ 27 ]           |

### Cine
| Año  | Título            | Papel | Ref.   |
| ---- | ----------------- | ----- | ------ |
| 2022 | Sugar en aprietos |       | [ 28 ] |